# Avlos
Avlos (starogrško αὐλός, množina αὐλοί, auloi ) ali tibija (latinsko) je bil antično grško pihalno glasbilo, ki ga pogosto vidimo na umetniških delih in ga potrjuje tudi arheologija.
Avlet (αὐλητής, aulētēs) je bil glasbenik, ki je igral na avlos. Antična rimska beseda je bila tibicen (množina tibicina), iz latinščine za "cev, avlos". Neologizem avlod se včasih uporablja za rapsoda (raphapsode) in kitarista (kitarod), in se nanaša na igralca avlosa, ki se lahko imenuje tudi avlist; avlod pa se pogosteje nanaša na pevca, ki je pel ob spremljavi avlosa.

## Vrste
Znan je enojen ali dvojen avlos. Najpogostejše je bilo glasbilo z jezičkom. Arheološke najdbe, ohranjena ikonografija in drugi dokazi potrjujejo dvojni jeziček, kot ga ima tudi sodobna oboa, vendar z večjim ustnikom, kot ga ima ohranjen armenski duduk.  Ena cev brez jezička se je imenovala monavlos (μόναυλος, iz μόνος "enojen").   Enocevni avlos se je igral vodoravno kot sodobna flavta in se je imenoval plagiavlos (πλαγίαυλος, iz πλάγιος "vstran"). Cev z vrečo, ki omogoča neprekinjen zvok, to so dude, so bile askavlos (ἀσκαυλός iz ἀσκός askos "čutara iz kože").
Čeprav je avlos pogosto napačno preveden kot "flavta", sta bila glasbilo z dvema jezičkoma in njegov zvok opisana kot "prodorna, vztrajna in vznemirljiva"  – je bil bolj podoben dudam z resonančno cevjo. Podobno kot škotske dude je bil avlos uporabljen za vojaško glasbo, vendar je pogosteje prikazan v drugih družbenih okoljih. Bil je standardna spremljava strastne elegične poezije. Prav tako je spremljal fizične dejavnosti, kot so rokoborba, skok v daljavo, metanje diska in dajanje ritma za veslanje na trierah, pa tudi pri žrtvovanju in v dramah. Platon ga povezuje z ekstatičnimi kulti Dioniza in koribantov, ki jih je prepovedal v svoji Republiki, vendar ponovno vpeljal v zakone.
Zdi se, da so bile nekatere izvedbe glasbila glasne, predirljive in zato zelo težke za pihanje. Usnjeni pas, ki se imenuje forbeja (φορβεία) v grščini ali capistrum v latinščini, je bil vodoravno okoli glave z luknjo za usta s strani avletai, da bi pomagal podpreti ustnice in se zaradi neprekinjenega pihanja izogibal čezmernim obremenitvam obraza. Včasih je bila na zgornjem delu glave uporabljena preventivna forbeja, ki je preprečila, da bi zdrsnil dol. Igralci avlosa so včasih upodobljeni z napihnjenimi lici. Tehnika igranja je skoraj gotovo uporabljala krožno dihanje, podobno kot sardinske lavnede in armenski duduk, in to naj bi avlosu dalo neprekinjen zvok.
Kljub temu da so aristokrati, ki so imeli dovolj prostega časa, včasih igrali avlos, pa tudi liro, je po 5. stoletju avlos postal povezan s profesionalnimi glasbeniki, pogosto sužnji. Kljub temu so taki glasbeniki lahko postali slavni. Rimsko-grški pisatelj Lukijan omenja avlos v dialogu, v katerem Timotej, avlist Aleksandra Velikega, s svojim učencem Harmonidom razpravlja o slavi. Timotej mu svetuje, naj naredi vtis na strokovnjake v svojem poklicu, namesto bi si prizadeval za ljudsko slavo na velikih javnih zborovanjih. Če ga bodo občudovali vodilni glasbeniki, bo postal priljubljen. Lukijan je zapisal, da je Harmonid umrl zaradi čezmernega pihanja med vadbo.

## Mitski izvor
V mitih je satir Marsias izumil avlos ali pa ga je pobral, ko ga je Atena odvrgla, ker ji je ob igranju nanj izmaličil obraz in uničil njeno lepoto. Na tekmovanje je izzval boga Apolona. Po njem lahko zmagovalec stori poražencu vse, kar si želi – Marsiovo pričakovanje, značilno za satira, je bilo, da bo to povezano s spolnostjo. Apolon je z liro premagal Marsia in njegov avlos. Privezal ga je na drevo in živega odrl. Kralju Midasu je naredil oslovska ušesa, ker je po njegovi sodbi zmagal Marsias. Iz Marsiove krvi ter solz nimf, pastirjev in satirov je nastala reka Marsias v Mali Aziji.
Ta zgodba je bila opozorilo proti prevelikemu ponosu (ubris, grško ὕβρις) in predrznosti, kajti Marsias je mislil, da lahko premaga boga. Čuden in brutalen, kot je, ta mit izraža nasprotje med dionizičnimi strastmi, ki jih izraža avlos, in svetlo racionalnostjo, ki jo izraža lira, nasprotje med svobodo ter suženjstvom in tiranijo, brezdelnimi ljubitelji in  strokovnjaki, zmernostjo in izgredom itd. Tako so to razlagali v 19. stoletju, Apolon proti Dionizu ali razum (ki ga predstavlja kitara) proti norosti (ki jo predstavlja avlos). V Apolonovem templju v Delfih je bilo tudi Dionizovo svetišče, njegove menade so prikazane na skodelicah za pitje, na katerih igrajo avlos, včasih pa je prikazan Dioniz s kitaro ali liro. Sodobna razlaga je torej  lahko bolj zapletena, ni le preprosta dvojnost.
To nasprotje je večinoma atensko. Verjetno so bile v Tebah stvari drugačne, ker so bile središče igranja avlosa. Vemo tudi, da je bil v Šparti, ki ni poznala koribantskih kultov, ki bi temeljili na nasprotju, avlos povezan z Apolonom in je spremljal hoplite v bitko.

## Sodobna uporaba in popularna kultura
Zvoke avlosa so digitalno oživili v projektu Zvoki starodavnih glasbil (Ancient Instruments Sound / Timbre Reconstruction Application, ASTRA), ki uporablja sintezo fizičnega modeliranja za simulacijo zvokov avlosa. Projekt ASTRA zaradi zapletenosti uporablja omrežne računalnike za modeliranje zvokov na sto računalnikih po vsej Evropi hkrati.
Avlos je del Orkestra izgubljenih zvokov skupaj z drugimi starodavnimi glasbili, ki jih je ASTRA ustvarila z zvokom, skupaj z epigonijem, salpinksom, barbitonom in trstenkami (panova piščal).
Avlos je bil prikazan v filmu Agora, v katerem oseba zaigra solo v amfiteatru.